# Cyclosa tamanaco
Cyclosa tamanaco är en spindelart som beskrevs av Levi 1999. Cyclosa tamanaco ingår i släktet Cyclosa och familjen hjulspindlar. Inga underarter finns listade i Catalogue of Life.